# Calvin Fowler
Calvin Bernard Fowler, (Pittsburgh, Pensilvania, 11 de febrero de 1940 - Burlington, Nueva Jersey, 5 de marzo de 2013) fue un jugador de baloncesto estadounidense. Con 1.86 de estatura, su puesto natural en la cancha era el de base. Fue campeón olímpico con Estados Unidos en los Juegos Olímpicos de México de 1968.